# Alfred Riedl
Alfred Riedl (ur. 2 listopada 1949 w Wiedniu, zm. 8 września 2020) – austriacki piłkarz i trener piłkarski. Był uznanym napastnikiem, trzykrotnym królem strzelców (raz ligi austriackiej, dwa razy ligi belgijskiej). W latach 1990–1992 pełnił obowiązki selekcjonera reprezentacji Austrii. Później prowadził m.in. Liechtenstein, Palestynę i kilka klubów z Afryki i Azji. Od 2005 do 2007 roku po raz trzeci w karierze był trenerem drużyny narodowej Wietnamu.

## Kariera piłkarska
Przez pięć lat był piłkarzem Austrii Wiedeń, z którą dwukrotnie zdobył mistrzostwo kraju. Kiedy w wieku 22 lat przechodził do belgijskiego Sint-Truidense VV miał na swoim koncie także koronę króla strzelców. Dobrą formę strzelecką potwierdził również w Belgii. W ciągu ośmiu lat gry w Eerste Klasse (dwa sezony w Sint-Truiden, dwa w Royalu Antwerpia i cztery w Standardzie Liège) dwukrotnie był najlepszym napastnikiem ligi. Później przez rok grał we francuskim FC Metz, po czym powrócił do Austrii, gdzie od razu w barwach Grazeru AK sięgnął po Puchar kraju. Piłkarską karierę zakończył w wieku 36 lat w FC Admira Wacker Mödling.

## Sukcesy piłkarskie
- mistrzostwo Austrii 1969 i 1970 oraz Puchar Austrii 1971
- Puchar Austrii 1981 z Grazerem AK

W roku 1972 w barwach Austrii Wiedeń został królem strzelców ligi austriackiej, w 1973 w barwach Sint-Truiden FC został królem strzelców ligi belgijskiej, a w 1975 w barwach Royalu Antwerpia został królem strzelców ligi belgijskiej. W roku 1975 był trzecim najskuteczniejszym napastnikiem Europy. W reprezentacji Austrii rozegrał 4 mecze.

## Kariera szkoleniowa
Zaczynał pracę trenerską jako asystent w klubach, dla których niegdyś zdobywał bramki. W 1989 roku został szkoleniowcem drugoligowego Wiener Sportklub Wiedeń, z którym jeszcze w tym samym sezonie awansował do pierwszej ligi.
Po mistrzostwach świata 1990 zastąpił Josefa Hickersbergera na stanowisku selekcjonera reprezentacji Austrii. Dwa lata później został zdymisjonowany, ponieważ nie zdołał z nią awansować do mistrzostw Europy.
Od początku lat 90. pracował głównie w Afryce i Azji. Był trenerem drużyn narodowych Liechtensteinu, Palestyny i trzykrotnie Wietnamu.

## Sukcesy szkoleniowe
- awans do pierwszej ligi austriackiej w sezonie 1989–1990 z Wiener Sportklub
- finał afrykańskiej Ligi Mistrzów 1994 z Olympique Kuryba
- wicemistrzostwo Kuwejtu 2003 z Al-Salmiyą